# Ейтен (Небраска)
Ейтен (англ. Aten) — переписна місцевість (CDP) в США, в окрузі Седар штату Небраска. Населення — 134 особи (2020).

## Географія
Ейтен розташований за координатами 42°50′12″ пн. ш. 97°26′27″ зх. д. / 42.83667° пн. ш. 97.44083° зх. д. (42.836736, -97.440810).  За даними Бюро перепису населення США в 2010 році переписна місцевість мала площу 4,40 км², уся площа — суходіл.

## Демографія
Згідно з переписом 2010 року, у переписній місцевості мешкало 112 осіб у 46 домогосподарствах у складі 35 родин. Густота населення становила 25 осіб/км².  Було 59 помешкань (13/км²).
Расовий склад населення:
| - 99,1 % — білих |

До двох чи більше рас належало 0,9 %. Частка іспаномовних становила 0,0 % від усіх жителів.
За віковим діапазоном населення розподілялося таким чином: 20,5 % — особи молодші 18 років, 54,5 % — особи у віці 18—64 років, 25,0 % — особи у віці 65 років та старші. Медіана віку мешканця становила 45,5 року. На 100 осіб жіночої статі у переписній місцевості припадало 119,6 чоловіків;  на 100 жінок у віці від 18 років та старших — 117,1 чоловіків також старших 18 років.
Цивільне працевлаштоване населення становило 17 осіб. Основні галузі зайнятості: мистецтво, розваги та відпочинок — 52,9 %, освіта, охорона здоров'я та соціальна допомога — 29,4 %, виробництво — 17,6 %.